# Agrotis atridiscata
Agrotis atridiscata là một loài bướm đêm trong họ Noctuidae.